# Patriarkernes vej
Patriarkernes vej  (hebraisk: דֶּרֶךְ הֲאָבוֹת  Derech. Navnet refererer til, at Abraham, Isak og Jacob ifølge bibelen har gået ad denne vej. Vejen følger en linje gennem Samaria og Judæas bjerge. Den passerer Megiddo og Hazor og videre gennem Beersheba,Bethlehem,Jerusalem, Efrat og Hebron.